# Indicatifs régionaux 715 et 534

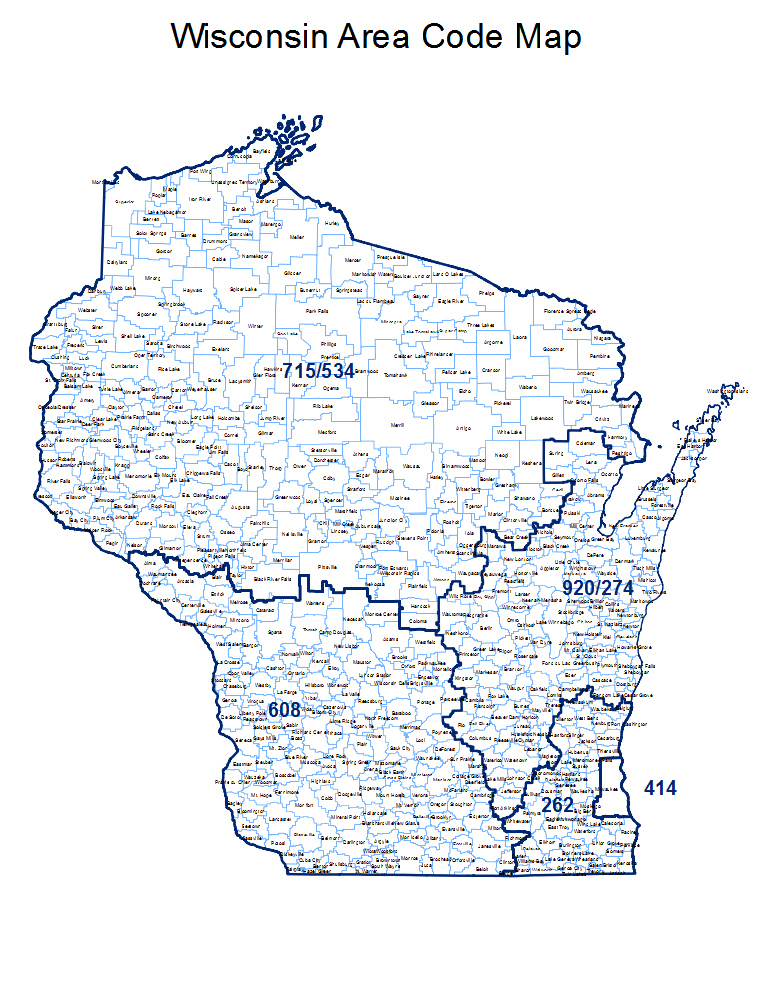
Carte de l'État du Wisconsin avec les territoires de ses indicatifs régionaux. Les indicatifs régionaux 715 et 534 sont au nord de l'État.

Les indicatifs régionaux 715 et 534 sont les indicatifs téléphoniques régionaux qui desservent le nord de l'État du Wisconsin aux États-Unis.
La carte ci-contre indique le territoire couvert par les indicatifs 715 et 534 au nord de l'État.
Les indicatifs régionaux 715 et 534 font partie du plan de numérotation nord-américain.

## Comtés desservis par les indicatifs
- Ashland
- Barron
- Bayfield
- Buffalo
- Burnett
- Chippewa
- Clark
- Douglas
- Dunn
- Eau Claire
- Florence
- Forest
- Iron
- Jackson
- Langlade
- Lincoln
- Marathon
- Marinette
- Menominee
- Oconto
- Oneida
- Outagamie
- Pepin
- Pierce
- Polk
- Portage
- Price
- Rusk
- Sainte-Croix
- Sawyer
- Shawano
- Taylor
- Trempealeau
- Vilas
- Washburn
- Waupaca
- Waushara
- Wood

## Villes desservies par l'indicatif
- Abbotsford
- Alma Center
- Almena
- Almond
- Altoona
- Amberg
- Amery
- Amherst
- Amherst Junction
- Aniwa
- Antigo
- Arbor Vitae
- Argonne
- Arkansaw
- Armstrong Creek
- Arpin
- Ashland
- Athelstane
- Athens
- Auburndale
- Augusta
- Babcock
- Baldwin
- Balsam Lake
- Bancroft
- Barron
- Barronett
- Bay City
- Bayfield
- Bear Creek
- Beecher, Beldenville
- Benoit
- Big Falls
- Birchwood
- Birnamwood
- Black River Falls
- Blenker
- Bloomer
- Bonduel
- Boulder Junction
- Bowler
- Boyceville
- Boyd
- Brantwood
- Brill
- Brokaw
- Bruce
- Brule
- Bryant
- Butternut
- Cable
- Cadott
- Cameron
- Caroline
- Catawba
- Cecil
- Centuria
- Chetek
- Chili
- Chippewa Falls
- Clam Lake
- Clayton
- Clear Lake
- Cleghorn
- Clintonville
- Colby
- Colfax
- Coloma
- Comstock
- Conover
- Conrath
- Cornell
- Cornucopia
- Couderay
- Crandon
- Crivitz
- Cumberland
- Curtiss
- Cushing
- Custer
- Dallas
- Danbury
- Deer Park
- Deerbrook
- Dorchester
- Downing
- Downsville
- Dresser
- Drummond
- Dunbar
- Durand
- Eagle River
- East Ellsworth
- Eau Claire, Eau Galle
- Edgar
- Edgewater
- Eland
- Elcho
- Elderon
- Eleva
- Elk Mound
- Ellsworth
- Elmwood
- Elton
- Embarrass
- Exeland
- Fairchild
- Fall Creek
- Fence
- Fifield
- Florence
- Foxboro
- Frederic
- Galloway
- Gile
- Gilman
- Gilmanton
- Gleason
- Glen Flora
- Glenwood City
- Glidden
- Goodman
- Gordon
- Grand View
- Granton
- Grantsburg
- Green Valley
- Greenwood
- Gresham
- Hager City
- Hammond
- Hancock
- Hannibal
- Harshaw
- Hatley
- Haugen
- Hawkins
- Hawthorne
- Hayward
- Hazelhurst
- Heafford Junction
- Herbster
- Hertel
- Hewitt
- High Bridge
- Hixton
- Holcombe
- Houlton
- Hudson
- Humbird
- Hurley
- Independence
- Iola
- Irma
- Iron Belt
- Iron River
- Jim Falls
- Jump River (CDP)
- Town of Jump River
- Junction City
- Kennan
- Keshena
- King
- Knapp
- Kronenwetter
- La Pointe
- Lac du Flambeau
- Ladysmith
- Lake Nebagamon
- Lake Tomahawk
- Lakewood
- Land O' Lakes
- Laona
- Leopolis
- Long Lake
- Loyal
- Lublin
- Luck
- Maiden Rock
- Manitowish Waters
- Maple
- Marathon
- Marengo
- Marinette
- Marion
- Marshfield
- Mason
- Mattoon
- McNaughton
- Medford
- Mellen
- Menomonie
- Mercer
- Merrill
- Merrillan
- Mikana
- Milladore
- Millston
- Milltown
- Minocqua
- Minong
- Mondovi
- Montreal
- Mosinee
- Mountain
- Neillsville
- Nekoosa
- Nelson
- Nelsonville
- Neopit
- New Auburn
- New Richmond
- Niagara
- Odanah
- Ogema
- Ojibwa
- Osceola
- Osseo
- Owen
- Park Falls
- Pearson
- Pelican Lake
- Pembine
- Pepin
- Peshtigo
- Phelps
- Phillips
- Phlox
- Pickerel
- Pigeon Falls
- Pittsville
- Plainfield
- Plover
- Plum City
- Poplar
- Port Edwards
- Port Wing
- Porterfield
- Prairie Farm
- Prentice
- Prescott
- Presque Isle
- Radisson
- Rhinelander
- Rib Lake
- Rice Lake
- Ridgeland
- Ringle
- River Falls
- Roberts
- Rock Falls
- Rosholt
- Rothschild
- Rudolph
- Saint Croix Falls
- St. Germain
- Sand Creek
- Sarona
- Saxon
- Sayner
- Scandinavia
- Schofield
- Shawano
- Sheldon
- Shell Lake
- Siren
- Solon Springs
- Somerset
- South Range
- Spencer
- Spooner
- Spring Valley
- Springbrook
- Stanley
- Star Lake
- Star Prairie
- Stetsonville
- Stevens Point
- Stockholm
- Stone Lake
- Stratford
- Strum
- Summit Lake
- Superior
- Taylor
- Thorp
- Three Lakes
- Tigerton
- Tilleda
- Tomahawk
- Tony
- Townsend
- Trego
- Tripoli
- Turtle Lake
- Unity
- Upson
- Vesper
- Wabeno
- Wascott
- Washburn
- Waupaca
- Wausau
- Wausaukee
- Webb Lake
- Webster
- Westboro
- Weyerhaeuser
- Wheeler
- White Lake
- Whitehall
- Willard
- Wilson
- Winter
- Wisconsin Rapids
- Withee
- Wittenberg
- Woodruff
- Woodville
- Zachow

## Source
- (en) Cet article est partiellement ou en totalité issu de l’article de Wikipédia en anglais intitulé « Area codes 715 and 534 » (voir la liste des auteurs).